# RR間隔
RR間隔（RR_interval）とは、QRS波から次のQRS波までの間隔である。QRS波とは「心室の興奮を示す波」である。つまり、RR間隔は「心室興奮から次の心室興奮までの時間」を示す数値である。RR間隔の正常値は0.75～1.00秒である。特定の数値ではなく「範囲」で正常・異常の判断を行うため、日本心臓財団は「正常範囲」という表現がより適正であるとしている。